# Мёпийу, Бастьен
Ндемени́ Бастье́н Мёпийу́ Менаджу́ (фр. Ndemeni Bastien Meupiyou Menadjou; родился 19 марта 2006, Париж) — французский футболист, центральный защитник клуба «Вулверхэмптон Уондерерс».

## Клубная карьера
С 2019 года выступает за футбольную академию «Нанта». 1 сентября 2023 года дебютировал во французской Лиге 1, выйдя в стартовом составе на матч против «Марселя», но уже на 9-й минуте получил красную карточку и был удалён с поля.
29 августа 2024 года присоединился к клубу Английской Премьер Лиги «Вулверхэмптон Уондерерс» который выкупил его у «Нанта» за 5 млн евро. 30 ноября он дебютировал за молодёжную команду в Премьер Лиге 2, выйдя в стартовом составе и проведя на поле 61 минуту.

## Карьера в сборной
В 2021 году дебютировал за сборную Франции до 17 лет. В 2023 году принял участие в юношеском чемпионате Европы в Венгрии, на котором французы дошли до финала, где проиграли Германии в серии пенальти.
8 сентября 2023 дебютировал за сборную Франции до 18 лет.